# 刺蜘蛛蟹
刺蜘蛛蟹（学名：Maja spinigera）为蜘蛛蟹科蜘蛛蟹属的动物。分布于日本、俾路支斯坦、台湾岛等地，生活环境为海水，多生活于水深15-50米的泥质以及卵石或岩石海底。